# Florence de Baudus
Pour les articles homonymes, voir Baudus.
Florence de Baudus, née le 21 décembre 1946 à Paris, est une historienne et essayiste française.

## Biographie
Après des études à l’Institut de l’Assomption, puis à l’Institut catholique de Paris, elle obtient une maîtrise de Lettres modernes à Nanterre. Florence de Baudus est la descendante d’une famille de magistrats de Cahors.
Ses racines familiales, comme son éducation à l’Assomption, fondée par Sainte Marie Eugénie Milleret de Brou, lui ont donné le goût de l’Histoire, tandis que sa veine romanesque est liée à sa passion pour les nœuds familiaux.
En 2015, elle intervient dans l'émission Secrets d'Histoire consacrée à Napoléon Bonaparte, intitulée Comment devient-on Napoléon ? , diffusée le 2 juin 2015 sur France 2. Et en 2017 dans l'émission Caroline, née Bonaparte, épouse Murat.

## Œuvres

### Histoire
- Le Lien du sang, Le Rocher, 2000  (ISBN 2268036030)
- Le Sang du Prince, vie et mort du duc d’Enghien, Le Rocher, 2002 – Lauréate 2002  Prix François Millepierre de l’Académie française.  Sélection 2002 prix Hugues-Capet  (ISBN 978-2268041438)
- Le Jardin de l’Infante, l’aventure de l’Assomption, Le Rocher, 2005 – couronné par les Écrivains catholiques en 2006 (traduction espagnole disponible)  (ISBN 978-2268053479)
- Amable de Baudus, des services secrets de Talleyrand à la direction de la Censure sous Louis XVIII, Éditions SPM, 2012  (ISBN 978-2901952886)
- Caroline Bonaparte : Sœur d'empereur, reine de Naples, Perrin, 2014  (ISBN 978-2262040680)
- Pauline Bonaparte, princesse Borghèse, Perrin, 2018  (ISBN 978-2-262-06455-6)
- Napoléon face aux souveraines de son temps, Perrin, 2021  (ISBN 978-2-262-08300-7)
- Traîtres, Nouvelle histoire de l'infamie (collectif), Passés composés, 2023
- Maréchaux d'Empire, la gloire pour destin (collectif), Passés composés, 2023
- Servir l'empereur ou trahir la France?, Passés composés, 2024, Grand prix de la Fondation Napoléon, 2024.

### Essais
- Volkoff Lapidaire, L’Âge d’Homme, 2000  (ISBN 978-2825113714)
- Le Monde de Vladimir Volkoff, Le Rocher, 2003  (ISBN 978-2268044989)

### Théâtre
- Les derniers sacrements, L’Âge d’Homme, 2002  (ISBN 978-2825116234)

### Romans
- Madame se meurt, Le Rocher, 2005  (ISBN 978-2268055329)
- Le secret d’Agatha, Arthémuse, 2006  (ISBN 978-2912563347)
- Or ils s’aimaient, Le Rocher, 2008  (ISBN 978-2268064390)

### En collaboration
- Dossier H sur Vladimir Volkoff, l’Âge d’Homme, 2006  (ISBN 2-8251-3630-1)